# David Björling
Karl David Björling, född 16 november 1873 i Strömsbruk, Harmånger, död 13 augusti 1926 i Västervik, var en svensk opera- och konsertsångare (tenor).

## Biografi
David Björling var son till mästersmeden Lars Johan Björling (1842–1909) och Henrika Matilda Lönnqvist (1844–1918). Han arbetade en tid som smed vid Domnarvets Jernverk innan han emigrerade till Amerika. Han upptäcktes då han sjöng svenska folkvisor på en saloon i New York och fick då erbjudande om att studera på Metropolitan Opera School i New York. Han träffade Caruso som intresserade sig för hans röst, och gav honom några gratislektioner. Han studerade senare även vid musikkonservatoriet i Wien. 
Efter att ha återvänt till Sverige gifte han sig 1909 med pianisten Ester Sund (1882–1917). Han gjorde flera betydelsefulla framträdanden i Sverige, bland annat som Rodolphe i La Bohème i Göteborg och samma roll under Sverigeturnéer, bland annat på Falu teater 1912.
Han var far till Olle, Jussi, Gösta och Karl Björling (1917–1975). Barnens mor avled i samband med yngsta sonens födelse.
Björling bestämde sig senare för att fokusera på sina söners karriär i stället för en egen. Han fortsatte dock att vara aktiv som konsertsångare. Tillsammans med sönerna Olle, Jussi och Gösta bildade han 1916 den legendariska Björlingkvartetten. Kvartetten sjöng i USA 1919–1921, och gjorde ett antal inspelningar för Columbia (David Björling medverkar dock inte själv på inspelningarna med sång). Under de senare åren kom även den yngste brodern, Karl, med i gruppen. Kvartetten uppträdde 1924 för det svenska kungaparet Gustaf V och Victoria.
Björling avled i brusten blindtarm i Västervik under en sångarresa i Sydsverige. Han är begravd på Stora Tuna kyrkogård i Borlänge.